# Estación Academia
La Estación Academia, es una estación del servicio de Transmetro que opera en la Ciudad de Guatemala.
Está ubicada sobre la 16 Avenida de la Zona 6 de la Ciudad de Guatemala, a pocos metros de la Academia de la Policía Nacional Civil "Dr. Carlos Vinicio Gómez Ruiz" y cerca del centro comercial Mega 6.
- Datos: Q21002807